# Maison de la culture maghrébine Ibn-Khaldoun de Tunis
La Maison de la culture maghrébine Ibn-Khaldoun de Tunis (arabe : دار الثقافة المغاربية ابن خلدون تونس) est un établissement culturel tunisien situé au numéro 19 de la rue Ibn-Khaldoun à Tunis.
Elle porte le nom de l'historien, philosophe, diplomate et homme politique du XIVe siècle, Ibn Khaldoun.

## Histoire

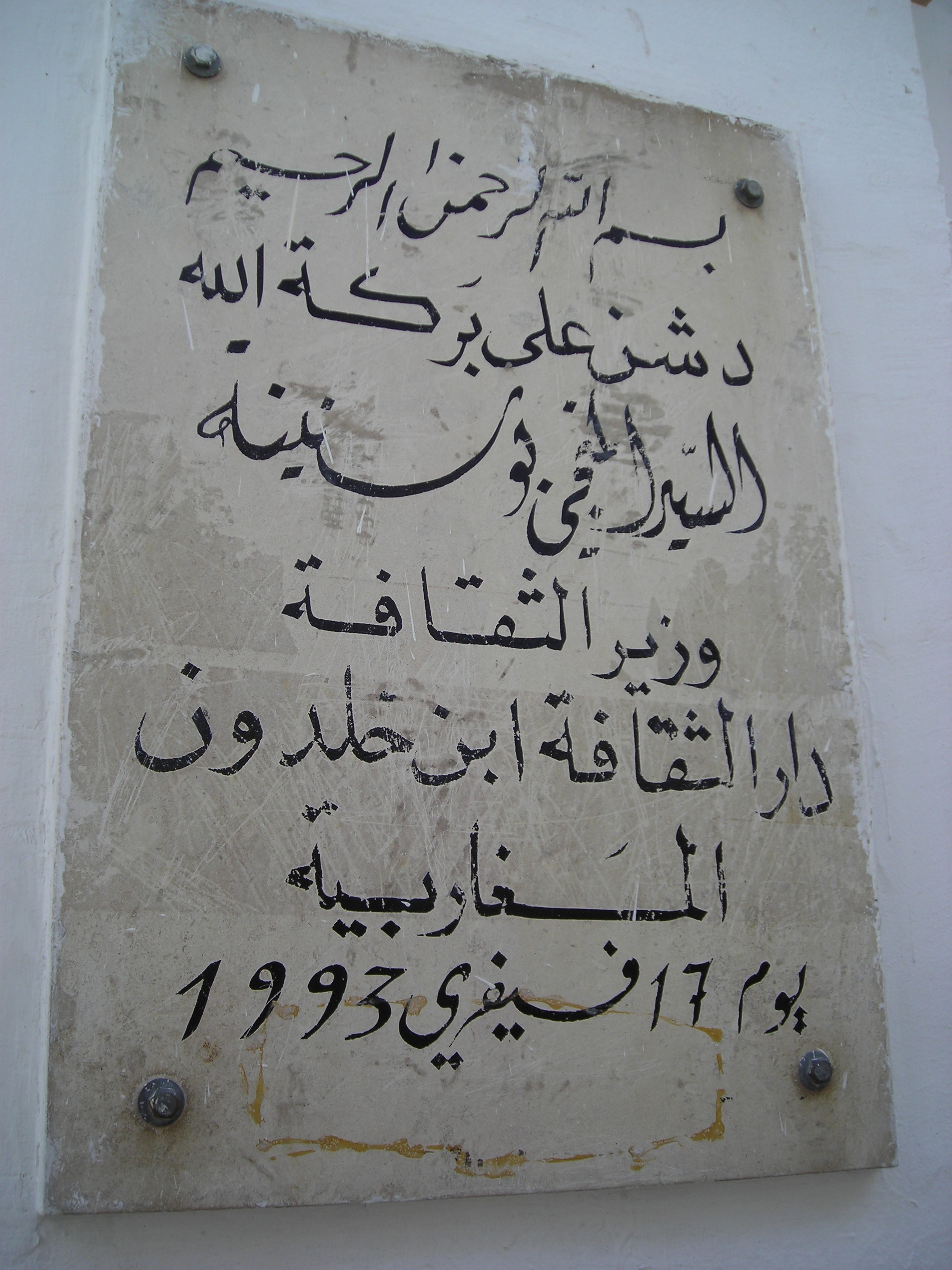
Plaque commémorative de la maison de la culture Ibn-Khaldoun

Installé dans un immeuble italien de style appelé « La Dante Alighieri », établie en 1926 aux abords immédiats du quartier tunisois de La Petite Sicile, la maison de la culture est inaugurée le 17 février 1993 par le ministre de la Culture Mongi Bousnina, comme indiqué sur la plaque commémorative.
Caracterisée par ses clubs de théâtre et de cinéma, elle devient un centre de projection des films de la compétition officielle durant les Journées cinématographiques de Carthage.